# Capuletos y Montescos
Capuletos y Montescos (título original en italiano, I Capuleti e I Montecchi) es una tragedia lírica en dos actos con música de Vincenzo Bellini y libreto en italiano de Felice Romani, estrenada en el Teatro La Fenice en Venecia, el 11 de marzo de 1830. 

## Historia

### Composición
Muchas personas piensan que la ópera está basada en la tragedia de Romeo y Julieta de Shakespeare, pero las diferencias son muy notables, y los historiadores afirman que solo algunas de sus tragedias habían llegado a Italia para la época y que ni Bellini ni Romani conocían la obra. Se basaba en las fuentes italiana originales, que datan del siglo XVI, incluyendo una historia corta de Matteo Bandello, de la colección Le novelle de 1554, probablemente a través de Belleforest y Pierre Boaistuau. Romani reescribió para Bellini el libreto de Giulietta e Romeo que había escrito originalmente para Vaccai, que bebía de la obra Giulietta e Romeo de 1818 por Luigi Scevola, y que también había musicado E. Torriani. La escena de la tumba de la ópera de Vaccai a veces se ha representado con la ópera de Bellini. El tema era muy popular en Italia: hubo libretos más antiguos de Luzzi para Marescalchi (1785, Venecia), Foppa para Zingarelli (1796, Milán) y Buonaiuti para P. C. Guglielmi (1810, Londres). El primer libreto en italiano expresamente basado en la obra de Shakespeare fue el de M. M. Marcello, para Romeo e Giulietta de Marchetti (1865, Trieste).
Estando en Venecia para preparar el estreno local de Il pirata con Giuditta Grisi como Imogene, convencieron a Bellini para que escribiera la ópera para la temporada de carnaval de 1830 después de que el Teatro La Fenice (Venecia) hubiese sido rechazado por Giovanni Pacini. Bellini solo dispuso de mes y medio (empezó el 20 de enero). Escribió el papel de Romeo para la Grisi (cuya presencia, junto con una compañía relativamente débil en hombres, pudo haber convencido para la elección del tema); raramente baja de do. Giulietta fue cantada por Maria Caradori-Allan, Tebaldo por Lorenzo Bonfigli y Lorenzo por Ranieri Pocchini Cavalieri. Bellini había pretendido que el papel de Lorenzo fuera para un bajo, pero en el acto primero de la partitura autógrafa traspuso el papel para tenor, y en el acto segundo el papel está escrito entero en clave de tenor. Aunque estos cambios posiblemente se hicieron para Senigallia (verano de 1830), Cavalieri, el cantante del estreno, parece haber sido un tenor. Las partituras publicadas y la mayor parte de las representaciones asignan hoy el papel a un bajo.
Bellini consiguió escribir la ópera en tan poco tiempo apropiándose en gran medida de música previamente escrita para su fracasada ópera Zaira: él explicó que "Zaira, silbada en Parma, fue vengada por I Capuleti". "Oh quante volte" de Julieta en el acto I usa la romanza de Nelly "Dopo l’oscuro nembo" de Adelson e Salvini (1825, Nápoles).

### Representaciones
La primera representación de Capuletos y Montescos fue el 11 de marzo de 1830.
Bellini preparó una versión para La Scala (26 de diciembre de 1830), bajando la parte de Julieta para la mezzosoprano Amalia Schütz-Oldosi. Los libretos más antiguos dividen la ópera en cuatro partes. En Bolonia en 1832 María Malibrán reemplazó la última parte con la escena de la tumba del acto final de la ópera de Nicola Vaccai, una tradición seguida por los Romeos contralto como Alboni (la escena de Vaccai está incluida como un apéndice en la partitura vocal de Ricordi). Esta versión se representó en París y Londres con Pasta como Romeo en 1833, pero en Florencia al año siguiente Giuseppina Ronzi de Begnis restauró el final de Bellini. La interpretación de Wilhelmine Schröder-Devrient como Romeo en Leipzig (1834) y Magdeburgo (1835) creó una profunda impresión en el joven Wagner. 
Capuletos y Montescos fue repuesta en 1935, con motivo del centenario de la muerte de Bellini, en Catania y en 1954 en Palermo, con Giulietta Simionato como Romeo y Rosanna Carteri como Giulietta. En 1966 Claudio Abbado preparó una versión para La Scala en la que un tenor cantó Romeo, Jaime Aragall; el reparto incluyó a Renata Scotto y Margherita Rinaldi alternando en el papel de Julieta y Luciano Pavarotti como Tebaldo. Esta versión fue también interpretada en Ámsterdam, Roma y Filadelfia y en el Festival de Edimburgo de 1967 pero ya no se usa más.
Esta ópera se representa poco; en las estadísticas de Operabase Archivado el 14 de mayo de 2017 en Wayback Machine. aparece la n.º 118 de las óperas representadas en 2005-2010, siendo la 43.ª en Italia y la cuarta de Bellini, con 29 representaciones en el período.

## Características musicales
De esta ópera se ha dicho que conserva algunos elementos del bel canto inicial, previo al romanticismo, sobre todo la división clara de arias y recitativos, y el empleo de una voz de mezzosoprano en el papel de un hombre, el de Romeo.
En Capuletos y Montescos (particularmente la escena final), Bellini siguió estableciendo la morbidezza melódica evidente en su más temprana Bianca e Fernando, y algo de la falta de convencionalismo formal que se encuentra en sus obras de madurez. La concentración de la acción en los dos personajes principales es notablemente exitosa. La ópera es principalmente una obra de reciclaje, en la que material previamente escrito es hábilmente adaptado a su nuevo contexto. Es cierto que la premura con la que se juntó se refleja en cierto esquematismo y falta de variedad rítmica en los números cerrados. Por otro lado, el tema de los amantes contrariados permitió a Bellini mostrar su fuerza como proveedor de melodía elegíaca y tierna. Aquí, como en Zaira, infunde la escritura vocal simple y silábica de La straniera con la bravura melismática, preparando el camino para aquella perfecta síntesis de expresión y virtuosismo que logró en La sonámbula. Como la última ópera importante con un papel en calzones, Capuletos y Montescos sobrevivió a lo largo del siglo como caballo de batalla favorito para sopranos estelares como Wilhelmine Schröder-Devrient y Johanna Wagner, a pesar de la hostilidad de progresistas como Liszt, que lo desdeñó como intolerablemente anticuado y la ambigüedad de Wagner, quien amaba sus melodías al tiempo de deploraba su concepción dramática. Berlioz también despreció, en general, la obra aunque admitió que admiraba la unísona stretta ("Se ogni speme è a noi rapita") que cantan los amantes en el final del acto I.

## Personajes
| Personaje                                            | Tesitura     | Reparto del estreno, 11 de marzo de 1830 |
| ---------------------------------------------------- | ------------ | ---------------------------------------- |
| Romeo, líder de los Montescos                        | mezzosoprano | Giuditta Grisi                           |
| Giulietta, enamorada de Romeo                        | soprano      | Rosalbina Caradori-Allan                 |
| Tebaldo, prometido de Giulietta                      | tenor        | Lorenzo Bonfigli                         |
| Capellio, líder de los Capuletos, padre de Giulietta | bajo         | Gaetano Antoldi                          |
| Lorenzo, médico de los Capuletos                     | bajo         | Rainieri Pocchini                        |

## Argumento[7]
Lugar: alrededor del palacio de Capellio (Capuleto) en Verona
Tiempo: siglo XIII
En esta versión de la historia los Capuleto y los Montesco son facciones políticas rivales (güelfa y gibelina respectivamente). Capellio es el padre de Giulietta (Julieta) y el líder de los Capuleto. Giulietta está prometida a Tebaldo, sin embargo, ella ya se ha encontrado con Romeo, el líder de los Montesco, y se ha enamorado de él. Esto es un secreto para todos salvo Lorenzo, su médico y confidente. Para complicar más las cosas, Romeo ha matado sin darse cuenta al hijo de Capellio (el hermano de Giulietta) en una batalla.

### Acto I
Escena 1: El palacio
Capellio y Tebaldo se dirigen a sus seguidores advirtiéndoles que han rechazado una oferta de paz de un enviado de Romeo. Tebaldo vengará la muerte del hijo de Capellio para celebrar su matrimonio con Giulietta ('È serbata a questo acciaro'). 
Romeo entra disfrazado como un enviado de los Montesco, ofreciendo la paz garantizada por un matrimonio entre Romeo y Giulietta. Capellio rechaza toda idea de paz. Romeo acepta su reto de guerra ('La tremenda ultrice spada').
Escena 2: Habitación de Giulietta
Lorenzo ha arreglado que Romeo vaya a verla por una puerta secreta. Romeo intenta convencer a Giulietta para que se escape con él, pero ella se resiste en nombre de la familia y el honor, declarando que prefiere morir con el corazón roto.
Escena 3: Otra parte del palacio
Los Capuleto están celebrando el próximo matrimonio. Reconocido por Lorenzo, Romeo está disfrazado esperando el apoyo de sus soldados para impedir la boda. En el tumulto que sigue al ataque armado de los Montesco, Giulietta ve a Romeo y de nuevo él le pide, sin éxito, que se escape. Capellio y Tebaldo los descubren, creyendo que Romeo es el enviado de los Montesco. Giulietta intenta protegerlo, pero él les dice orgullosamente su nombre. Los Montesco entran a protegerle y los amantes quedan separados por las dos facciones.

### Acto II
Escena 1: Otra parte del palacio
Giulietta espera noticias de la lucha. Lorenzo le dice que Romeo vive, pero que pronto la llevarán a ella al castillo de Tebaldo. La convence para que se tome una poción que hará parecer que está muerta, y lo organizará todo para que tanto él como Romeo estén presentes cuando se despierte. Capellio viene a ordenarla que se vaya con Tebaldo al amanecer. Ruega a su padre que la perdone antes de morir ('Ah! non poss'io partire'). Capellio se alarma, y sospecha que Lorenzo está implicado, así que hace que lo vigilen.
Escena 2: Los subterráneos del palacio
Romeo espera impaciente a Lorenzo. Entra Tebaldo y tienen un enojado dúo ('Stolto! a un sol mio grido'). Luchan pero se ven interrumpidos por un funeral ('Pace alla tua bell'anima'), es el de Giulietta. Cada uno de los rivales, llenos de remordimiento, pide al otro que le de muerte.
Escena 3: Las tumbas de los Capuleto
Romeo entra y sus compañeros abren la tumba de Giulietta. Romeo se despide de ella ('Deh! tu, bell'anima') y se toma un veneno. Giulietta se despierta y encuentra a Romeo sorprendido por su muerte simulada e ignorante del plan de Lorenzo. Romeo muere y Giulietta, incapaz de vivir sin él, expira sobre su cuerpo. Los Capuleto y los Montesco acusan a Capellio de la tragedia.